# Antieke theater van Assos

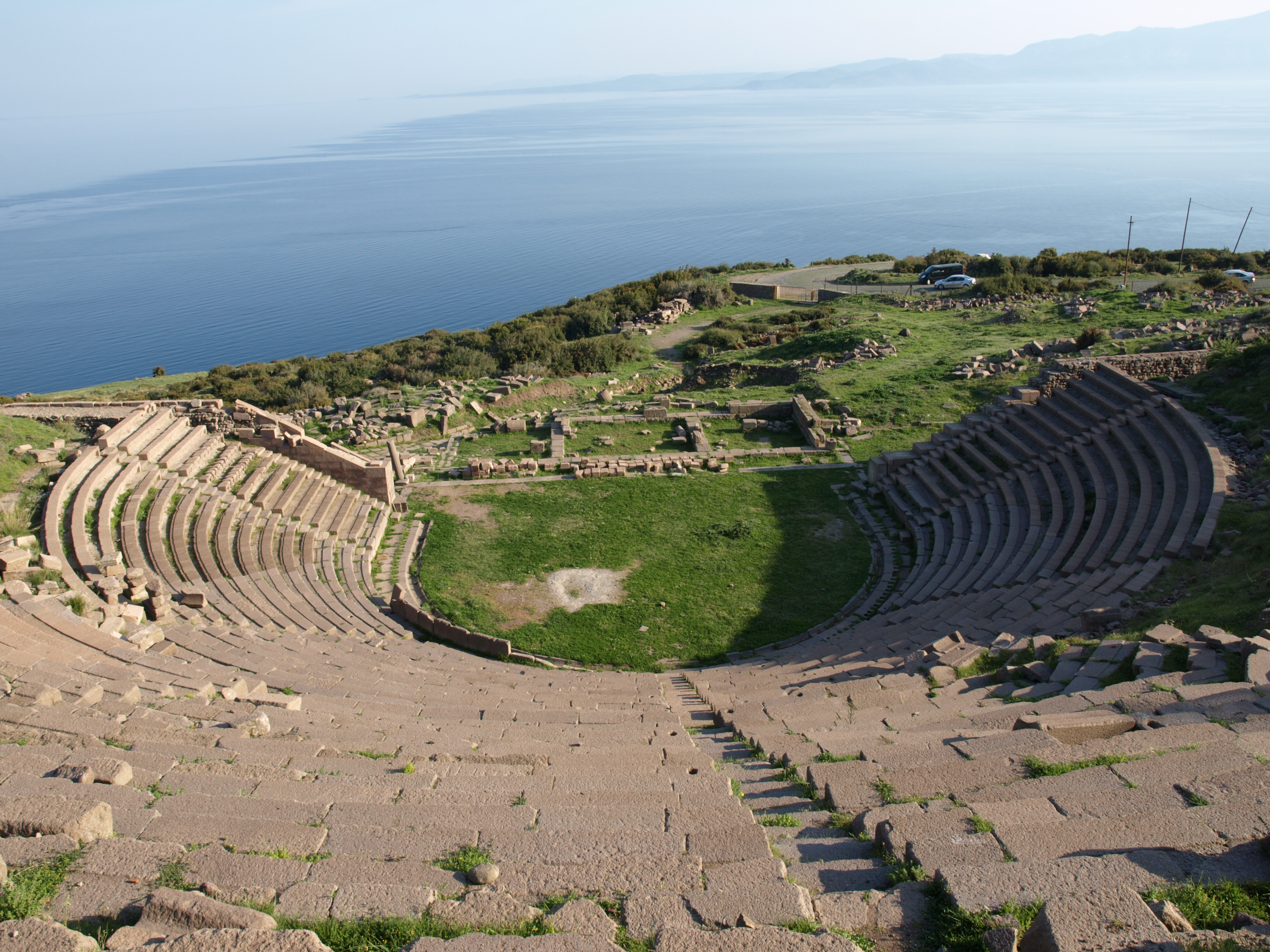
Antieke theater van Assos (Behram), met zicht op het eiland Lesbos

Het Antieke theater van Assos is een oud-Grieks theater in de oud-Griekse stad Assos (Behramkale) in Turkije.